# Академическая гребля на летних Олимпийских играх 2016 — четвёрки, лёгкий вес (мужчины)
Соревнования по академической гребле среди четвёрок распашных без рулевого в лёгком весе у мужчин на летних Олимпийских играх 2016 года пройдут с 6 по 11 августа в лагуне Родригу-ди-Фрейташ. В соревнованиях примут участие 52 спортсмена из 13-ти стран. Действующими олимпийскими чемпионами в данной дисциплине являются гребцы ЮАР.

## Призёры
| Золото                                                           | Серебро                                                              | Бронза                                                             |
| Швейцария · Лукас Трамер · Симон Шюрх · Симон Нипман · Марио Гюр | Дания · Якоб Ларсен · Якоб Барсёэ · Мортен Йёргенсен · Каспер Винтер | Франция · Франк Сольфороси · Томас Барух · Гийом Рено · Тибо Колар |

## Рекорды
До начала летних Олимпийских игр 2016 года мировой и олимпийский рекорды были следующими:
| Мировой рекорд     | Дания | 05:43,160 | Амстердам | 29 августа 2014 |
| Олимпийский рекорд | Дания | 05:47,760 | Пекин     | 17 августа 2008 |

## Расписание
Время местное (UTC−3)
| Дата       | Время       | Раунд                  |
| ---------- | ----------- | ---------------------- |
| 6 августа  | 12:20–12:50 | Предварительные заезды |
| 7 августа  | 10:00       | Отборочный заезд       |
| 9 августа  | 10:50–11:00 | Полуфиналы             |
| 11 августа | 09:00       | Финал B                |
| 11 августа | 11:00       | Финал A                |

## Соревнование

### Предварительный этап
Первые три экипажа из каждого заезда напрямую проходят в полуфинал соревнований. Все остальные спортсмены попадают в отборочный заезд, где будут разыграны ещё три путёвки в следующий раунд.

#### Заезд 1
| Место | Спортсмены                                               | Страна    | Время   | Отставание | Примечания |
| ----- | -------------------------------------------------------- | --------- | ------- | ---------- | ---------- |
| 1     | Стефано Оппо Мартино Горетти Ливио Ла Падула Пьетро Рута | Италия    | 6:03,26 | +0,00      | SF         |
| 2     | Цзинь Вэй Чжао Цзинбин Юй Чэнган Ван Тесинь              | Китай     | 6:03,43 | +0,17      | SF         |
| 3     | Лукас Трамер Симон Шюрх Симон Нипман Марио Гюр           | Швейцария | 6:03,52 | +0,26      | SF         |
| 4     | Франк Сольфороси Томас Барух Гийом Рено Тибо Колар       | Франция   | 6:07,31 | +4,05      | R          |
| 5     | Ян Ветешник Ондржей Ветешник Иржи Копач Мирослав Враштил | Чехия     | 6:39,95 | +36,69     | R          |

#### Заезд 2
| Место | Спортсмены                                                         | Страна         | Время   | Отставание | Примечания |
| ----- | ------------------------------------------------------------------ | -------------- | ------- | ---------- | ---------- |
| 1     | Якоб Барсёэ Якоб Ларсен Каспер Йоргенсен Мортен Йоргенсен          | Дания          | 5:58,21 | +0,00      | SF         |
| 2     | Крис Бартли Марк Элдред Джоно Клегг Питер Чемберс                  | Великобритания | 6:01,27 | +3,06      | SF         |
| 3     | Панагиотис Магданис Стефанос Дускос Иоаннис Петру Спиридон Яннарис | Греция         | 6:05,27 | +7,06      | SF         |
| 4     | Йонатан Кох Ларс Вихерт Тобиас Францман Лукас Шефер                | Германия       | 6:14,87 | +16,66     | R          |

#### Заезд 3
| Место | Спортсмены                                                   | Страна         | Время   | Отставание | Примечания |
| ----- | ------------------------------------------------------------ | -------------- | ------- | ---------- | ---------- |
| 1     | Джеймс Лассче Питер Тейлор Алистэр Бонд Джеймс Хантер        | Новая Зеландия | 6:03,34 | +0,00      | SF         |
| 2     | Робин Прендз Энтони Фейден Эдвард Кинг Тайлер Нейз           | США            | 6:05,61 | +2,27      | SF         |
| 3     | Йорис Пейс Тимоти Хейброк Йорт ван Геннеп Бьорн ван ден Энде | Нидерланды     | 6:07,88 | +4,54      | SF         |
| 4     | Максвелл Латтимер Брендан Ходж Николас Прэтт Эрик Вёльфль    | Канада         | 6:19,44 | +16,10     | R          |

### Отборочный этап
Первые три экипажа проходят в полуфинал соревнований. Гребцы пришедшие к финишу последними вылетают из соревнований и занимают итоговое 13-е место.
| Место | Спортсмены                                                | Страна   | Время   | Отставание | Примечания |
| ----- | --------------------------------------------------------- | -------- | ------- | ---------- | ---------- |
| 1     | Франк Сольфороси Томас Барух Гийом Рено Тибо Колар        | Франция  | 6:01,18 | +0,00      | SF         |
| 2     | Йонатан Кох Ларс Вихерт Тобиас Францман Лукас Шефер       | Германия | 6:03,29 | +2,11      | SF         |
| 3     | Ян Ветешник Ондржей Ветешник Иржи Копач Мирослав Враштил  | Чехия    | 6:04,30 | +3,12      | SF         |
| 4     | Максвелл Латтимер Брендан Ходж Николас Прэтт Эрик Вёльфль | Канада   | 6:05,35 | +4,17      |            |

### Полуфинал
Первые три экипажа из каждого заезда проходят в финал A, а остальные в финал B

##### Заезд 1
| Место | Спортсмены                                                   | Страна         | Время   | Отставание | Примечания |
| ----- | ------------------------------------------------------------ | -------------- | ------- | ---------- | ---------- |
| 1     | Стефано Оппо Мартино Горетти Ливио Ла Падула Пьетро Рута     | Италия         | 6:06,56 | +0,00      | FA         |
| 2     | Франк Сольфороси Томас Барух Гийом Рено Тибо Колар           | Франция        | 6:07,32 | +0,76      | FA         |
| 3     | Джеймс Лассче Питер Тейлор Алистэр Бонд Джеймс Хантер        | Новая Зеландия | 6:08,96 | +2,40      | FA         |
| 4     | Крис Бартли Марк Элдред Джоно Клегг Питер Чемберс            | Великобритания | 6:10,46 | +3,90      | FB         |
| 5     | Йорис Пейс Тимоти Хейброк Йорт ван Геннеп Бьорн ван ден Энде | Нидерланды     | 6:12,87 | +6,31      | FB         |
| 6     | Йонатан Кох Ларс Вихерт Тобиас Францман Лукас Шефер          | Германия       | 6:18,43 | +11,87     | FB         |

##### Заезд 2
| Место | Спортсмены                                                         | Страна    | Время   | Отставание | Примечания |
| ----- | ------------------------------------------------------------------ | --------- | ------- | ---------- | ---------- |
| 1     | Лукас Трамер Симон Шюрх Симон Нипман Марио Гюр                     | Швейцария | 6:17,85 | +0,00      | FA         |
| 2     | Якоб Барсёэ Якоб Ларсен Каспер Йоргенсен Мортен Йоргенсен          | Дания     | 6:19,62 | +1,77      | FA         |
| 3     | Панагиотис Магданис Стефанос Дускос Иоаннис Петру Спиридон Яннарис | Греция    | 6:23,95 | +6,10      | FA         |
| 4     | Робин Прендз Энтони Фейден Эдвард Кинг Тайлер Нейз                 | США       | 6:26,82 | +8,97      | FB         |
| 5     | Цзинь Вэй Чжао Цзинбин Юй Чэнган Ван Тесинь                        | Китай     | 6:27,27 | +9,42      | FB         |
| 6     | Ян Ветешник Ондржей Ветешник Иржи Копач Мирослав Враштил           | Чехия     | 6:33,43 | +15,58     | FB         |

### Финал

#### Финал B
| Место | Спортсмены | Страна | Время | Отставание |
| ----- | ---------- | ------ | ----- | ---------- |
| 1     |            |        |       |            |
| 2     |            |        |       |            |
| 3     |            |        |       |            |
| 4     |            |        |       |            |
| 5     |            |        |       |            |
| 6     |            |        |       |            |

#### Финал A
| Место | Спортсмены | Страна | Время | Отставание |
| ----- | ---------- | ------ | ----- | ---------- |
| 1     |            |        |       |            |
| 2     |            |        |       |            |
| 3     |            |        |       |            |
| 4     |            |        |       |            |
| 5     |            |        |       |            |
| 6     |            |        |       |            |